# Stazione di Tivoli
Stazione di Tivoli vasútállomás Olaszországban, Tivoli településen.

## Vasútvonalak
Az állomást az alábbi vasútvonalak érintik:
- Róma–Sulmona–Pescara-vasútvonal

## Kapcsolódó állomások
A vasútállomáshoz az alábbi állomások vannak a legközelebb:
- Stazione di Castel Madama
- Stazione di Marcellina-Palombara (Stazione di Roma Tiburtina, FL2)